# 10 złotych 1925 Bolesław Chrobry
10 złotych 1925 Bolesław Chrobry – okolicznościowa / bulionowa moneta dziesięciozłotowa wybita w złocie na podstawie rozporządzenia Ministra Skarbu z dnia 14 czerwca 1926 r. o zmianie wzoru monet złotych wartości 10 i 20 złotych (Dz.U. z 1926 r. nr 61, poz. 368).
Dziesięciozłotówka upamiętniała 900. rocznicę koronacji Bolesława Chrobrego, podobnie jak dwudziestozłotówka z tym samym rysunkiem rewersu.

## Awers
W centralnym punkcie umieszczono godło – orła w koronie, dookoła napis „RZECZPOSPOLITA POLSKA”, na dole napis „10 ZŁOTYCH 10”.

## Rewers
Na tej stronie monety umieszczono lewy profil króla Bolesława Chrobrego, z prawej strony napis „BOLESŁAW CHROBRY”, z lewej strony „1025–1925”, u dołu z prawej strony herb Kościesza – znak mennicy w Warszawie.

## Nakład
Monetę wybito w złocie próby 900, na krążku o średnicy 19 mm, masie 3,225 grama, z rantem ząbkowanym, według projektu Zofii Trzcińskiej-Kamińskiej, w mennicy w Warszawie. Według sprawozdań mennicy za lata 1924–1926, nakład monety wynosił 50 350 sztuk.

## Opis
Monetę bito według zwycięskiego projektu drugiego konkursu, z początku 1925 r., na polskie złote monety, które były przewidziane w reformie walutowej Władysława Grabskiego. Emisje w złocie rozpoczęto dopiero w 1926 roku. W pierwszym sprawozdaniu mennicy (1924–1926) poinformowano o wybiciu 50 350 dziesięciozłotówek. W niektórych katalogach liczba ta uznawana jest jako całkowity nakład. Przepisy państwowe z 1924 roku dopuszczały bicie złotych monet według zatwierdzonych wzorów, również z kruszcu pochodzącego od osób prywatnych. Takie egzemplarze nie były uwzględniane w sprawozdaniach z kolejnych lat. Analiza makroskopowa złotych dziesięciozłotówek potwierdza istnienie co najmniej kilku par stempli. Według niektórych autorów rzeczywisty nakład monety 10 złotych 1925 Bolesław Chrobry mógł osiągnąć nawet 1 milion sztuk.
W niektórych katalogach dziesięciozłotówka z Bolesławem Chrobrym traktowana jest jako moneta obiegowa okolicznościowa (obiegowa z okolicznościowym wizerunkiem), w innych jako próbnego bicia. Wielkość nakładu wyklucza raczej tę monetę z bycia próbną. W związku ze zmianą parytetu polskiej waluty w złocie, wartość kruszcu zawartego w dziesięciozłotówce przewyższała w pewnym momencie jej wartość nominalną. Oznacza to, że monety 10 złotych z Bolesławem Chrobrym, podobnie jak złote dwudziestozłotówki z tym samym rysunkiem rewersu, powinny być raczej klasyfikowane jako monety bulionowe. W wydanym w dwudziestoleciu międzywojennym, w 1934 r., opracowaniu Konrada Berezowskiego: „Cennik monet polskich panowanie Stanisława Augusta, okres porozbiorowy, wojna światowa i czasy ostatnie”, w którym wyceniono monety z lat 1764–1933 zaliczane do numizmatyki polskiej, pod pozycją o numerze 1213, wymieniono złotą dzięsięciozłotówkę z Bolesławem Chrobrym, z adnotacją: „Do nabycia w Banku Polskim” oraz ceną 17 złotych.
W początku XXI w. Mennica Polska w ramach serii: 240 lat Mennicy Polskiej – Repliki monet polskich według projektów z okresu międzywojennego wydała blister zawierający cztery pozłacane repliki/wyobrażenia złotych monet II Rzeczypospolitej (10, 20, 50 i 100 złotych) według zwycięskiego projektu Zofii Trzcińskiej-Kamińskiej. Numizmat 10-złotówki z tego blistra jest de facto repliką monety 10 złotych 1925 Bolesław Chrobry.

## Wersje próbne
W katalogach podana jest informacja o wybiciu próbnych wersji monety:
- w brązie (154 sztuki),
- w srebrze (nieznana liczba sztuk),
- w miedzi (nieznana liczba sztuk),
- w aluminium (nieznana liczba sztuk).

Katalogi opisują również konkurencyjny projekt złotej dziesięciozłotówki z lat dwudziestych XX wieku, z dwoma głowami na rewersie, wybity w brązie (100 sztuk), srebrze (50 sztuk) i złocie (nieznana liczba sztuk).